# Mistah F.A.B.
Стэнли Пити Кокс (англ. Stanley Petey Cox; род. 23 января 1982), более известный под сценическим псевдонимом Mistah F.A.B. (бэкроним от Money Is Something To Always Have — Forever After Bread) — американский рэпер, автор песен, предприниматель, общественный организатор и активист из Окленда, Калифорния.
Музыкальная карьера Mistah F.A.B. началась в конце 1990-х годов, когда он начал сотрудничать с Jazzy Jim и Gary Archer. После выпуска своего дебютного альбома Nig-Latin 2003 года он участвовал во множестве треках из компиляций и микстейпов от Thizz Nation. В связи с растущим интересом слушателей к хип-хоп сцене Области залива Сан-Франциско примерно c 2005 года Mistah F.A.B. выпускает свой второй студийный альбом Son of a Pimp, куда вошли такие синглы, как Super Sic Wit It и N.E.W. Oakland. Альбом получил большой успех, и за ним последовал выход следующего релиза рэпера Da Baydestrian в 2007 году. Mistah F.A.B. также приобрёл известность благодаря популяризации хайфи звучания и соответствующей культуры, которые появились в Области залива Сан-Франциско. Mistah F.A.B. таким образом в 2005—2007 годах он стал одним из важнейших амбассадоров хайфи движения вместе с Traxamillion, Keak da Sneak, E-40 и другими. Он также был ввязан в конкуренцию между крупными лейблами, подписав контракт с лейблом Thizz Entertainment в сентябре 2005 года через Atlantic Records. Позже Mistah F.A.B., имея опыт с независимыми лейблами в Северном Окленде, решил прекратить сотрудничество с лейблом и рискнул для того, чтобы создать своё собственное издательство Faeva Afta Music в 2008 году.
Кроме того, Mistah F.A.B. известен как одна из самых выдающихся и ярких фигур хип-хопа Области залива Сан-Франциско 2000-х годов. Иногда его называют «принцем» этой сцены. Когда Mistah F.A.B. назвал себя «dummy retarded» в песне «Super Sic Wit It», он имел в виду под этими словами эстетический идеал, зародившийся и разившийся в хайфи культуре того времени.
Mistah F.A.B. получил всемирное признание и в других сферах деятельности, в частности как баттл-рэпер. Он победил многих эмси в соответствующем жанре, в том числе и Clyde Carson из оклендской группы The Team, Jin из лейбла Ruff Ryders и Royce Da 5’9 из супергруппы Slaughterhouse. В октябре 2011 года Mistah F.A.B. появился в мобильной игре про баттл-рэп Battle Rap Stars, разработанной Jump Shot Media. В 2015 году FAB он вновь поучаствовал в рэп-баттле против Arsonal Da Rebel на мероприятии Battle of the Bay 7.
Он также является мультиплатиновым автором песен и продюсером. Mistah F.A.B. тесно сотрудничает с такими крупными исполнителями, как Snoop Dogg, Too $hort, E-40, B.o.B, Крис Браун и Eric Bellinger. Он стал гоустрайтером для выпущенного в декабре 2013 года сингла B.o.B Headband, вошедшего в его третий альбом Underground Luxury и попавшего в музыкальные чарты. Помимо этого Mistah F.A.B. был соавтором в песне Loyal Криса Брауна. Сингл был удостоен награды «Лучшая хип-хоп песня года» на церемонии вручения наград Soul Train Awards в 2014 году.
На протяжении многих лет рэпер занимается общественной активностью и благотворительной деятельностью. В частности, он проводит ежегодные выдачи индейки на День Благодарения, рюкзаков и школьных принадлежностей и праздничных игрушек, различные благотворительные мероприятия в поддержку борьбы против рака и домашнего насилия. В августе 2013 года Mistah F.A.B. вошёл в список «10 величайших рэперов, занимающихся благотворительностью» по версии Green Label. В 2014 году достижения Mistah F.A.B. были особо отмечены мэром Окленда Джином Куаном. Он объявил субботу 8 февраля 2014 года «Днём Стэнли Кокса, также известного как Mistah F.A.B», в знак признания усилий исполнителя, направленных на благо общества.
Я очень горжусь тем, что я из Окленда, и я считаю, что каждому из тех нас, кто добился успеха, важно помочь нашему сообществу.

## 1982—2000: ранние годы и начало карьеры
Стэнли Пити Кокс родился 23 января 1982 года в Окленде, Калифорния, в семье Стэнли Кокса-старшего и Дезри А. Джеффри. Его воспитывали мать, бабушка и дедушка. Отец Mistah F.A.B. был сутенёром, и большую часть своего детства он провёл в заключении. Он умер от осложнений, связанных со СПИДом, когда Стэнли было двенадцать лет. Mistah F.A.B. является двоюродным братом раннингбэка из лиги NFL Маршона Линча.
Стэнли учился в Оклендской технической средней школе. Позже он перешёл в среднюю школу Эмери, которую позже и окончил. В подростковом возрасте Mistah F.A.B. активно играл в баскетбол, и он был разыгрывающим в школьной команде. Mistah F.A.B. был вынужден бросить баскетбол после того, как получил травму.
Позже он начал участвовать в местных рэп-баттлах по фристайлу, где заработал большую репутацию.

## Музыкальная карьера
Mistah F.A.B начал свою музыкальную карьеру, будучи рэпером из Северного Окленда. Молодой исполнитель подписал контракт с лейблом Straight Hits Entertainment, на котором он выпустил свой дебютный альбом Nig-Latin в 2003 году. Несмотря на то, что альбом получил некоторый успех, Mistah F.A.B. тогда всё ещё был больше известен как баттл-рэпер. Тем самым он выигрывал баттлы против Clyde Carson из группы The Team и Royce Da 5’9. Популярность привела к тому, что Mistah F.A.B. ы 2004 году подписал контракт с лейблом ныне покойного рэпера Mac Dre Thizz Entertainment. Под руководством Thizz Entertainment Mistah F.A.B. стал одной из ключевых фигур в хайфи движении из Области залива Сан-Франциско 2000-х годов, а также соответствующего музыкального стиля. Таким образом, Mistah F.A.B. получил ещё более широкую известность благодаря синглам «Super Sic Wit It», «N.E.W Oakland» и «Kicked Out The Club», которые вошли в его второй альбом Son of a Pimp 2005 года. В гостевом участии ы песнях из альбома участвовали Mac Dre, E-40, Turf Talk, и G-Stack из дуэта The Deliqents. Канье Уэст спродюсировал один из треков в альбоме.
Однако ряд факторов препятствовал карьерному продвижению для Mistah F.A.B. Так, главная радиостанция в Северной Калифорнии KMEL-FM ввела неофициальный чёрный список песен Mistah F.A.B, а также синглов, в которых он был в гостевом участии, перестав их проигрывать и это наносило ущерб его карьере. Причиной были мелкие личные недовольства, а также возможное пренебрежительное отношение к успешному шоу Mistah F.A.B.на конкурирующей радиостанции. Это подорвало заметность исполнителя для слушателей из Области залива Сан-Франциско. Позже прорывной сингл исполнителя «Ghost Ride It» стал предметом споров. Этот сингл только привлёк внимание к описанному в нём и популярному в хайфи культуре трюку гоуст райдингу, который может привести к травмам или даже смерти (он заключается в танцах рядом с автомобилем, пока тот двигается вперёд на передаче, или в вылезании из транспортного средства во время его движения). Также Columbia Pictures пригрозила исполнителю судебным иском из-за того, что в клипе на песню фигурировал автомобиль охотников за приведениями из одноимённого фильма с изменённым на нём логотипом (помимо этого в бите трека имеется семпл заглавной темы фильма). Это привело к тому, что видео было сначала подвергнуто жесткой цензуре, а затем вообще удалено с телевидения.
Первый альбом рэпера, который должен был выйти на лейбле Atlantic Records, Da Yellow Bus Rydah первоначально был запланирован на весну 2007 года. Позже он был отложен на более чем два года (через некоторое время он был намечен к выпуску в 2009 году под изменённым названием The Bus Ride). Однако, благодаря свободе контракта, он смог продолжать работать на независимых лейблах, выпустив вместо этого релиза полноформатный альбом Da Baydestrian через Thizz Entertainment в мае 2007 года и множество микстейпов и совместных альбомов с G-Stack, Turf Talk, The Alchemist и Glasses Malone вплоть до 2015 года (включая Hyphy Ain’t Dead совместно с Turf Talk).
В 2011 году создал бренд стритвир одежды Dope Era. В октябре 2011 года Mistah F.A.B. появился в мобильной игре Battle Rap Stars, разработанной Jump Shot Media.
В конце 2013 года другой рэпер из Окленда MC Hammer выпустил трек «Raider Nation (Oakland Raiders Anthem)» вместе с клипом и песню «All In My Mind» (содержащую семпл «Summer Breeze» группы The Isley Brothers) в начале 2014 года под авторством своей недавно созданной группой под названием Oakland Fight Club. Одним из её участников является Mistah F.A.B.
В 2014 году Mistah F.A.B. стал соавтором песен Headband B.o.B из его третьего альбома Underground Luxury и Loyal Криса Брауна.
В 2015 году Mistah F.A.B. вновь поучаствовал на соревнованиях по фристайлу против Arsonal в рамках мероприятия Battle of the Bay 7.
Лично я хочу сказать, что я чувствую, и показать это в своей музыке. Я не боюсь проиграть. Я могу рискнуть и начать заново, если придется. Я отдам все свои силы, потому что я не боюсь падать.

## Дискография

### Студийные альбомы
- 2002: Nig-Latin
- 2005: Son of a Pimp
- 2007: Da Baydestrian
- 2016: Son of a Pimp Part 2
- 2018: Thug Tears
- 2018: Thug Tears 2
- 2018: Year 2006
- 2018: Thug Tears 3
- 2019: Thug Tears 4
- 2019: Gold Chains & Taco Meat
- 2019: Cuban Cigars & Rose Champagne
- 2020: Gold Chains & Taco Meat 2: Skinny Jeans & Designer Shoes
- 2022: Black Designer

### Невыпущенные альбомы
- 2012: Da Yellow Bus Rydah

### Совместные альбомы
- 2005: The Tonite Show with Mistah F.A.B (совместно с DJ Fresh)
- 2008: The Tonite Show with Mistah F.A.B Part 2: The Sequel (совместно с DJ Fresh)
- 2012: Face Off (совместно с I-Rocc)
- 2016: The Tonite Show with Mistah F.A.B Part 3: Live from 45 (совместно с DJ Fresh)

### Компиляции
- 2005: Thizz Nation, Vol. 8
- 2006: Slappin' in the Trunk Vol. 1
- 2006: Slappin' in the Trunk Vol. 2
- 2006: Smoke-N-Thizz (CD/DVD) (совместно с Kuzzo Fly)
- 2007: Thizz Nation, Vol. 18 (совместно с G-Stack)
- 2007: Hyphy Ain’t Dead (совместно с Turf Talk)
- 2008: All Star Season

### Микстейпы
- 2004: It Was Never Written
- 2006: Recess
- 2008: The Realest Shit I Never Wrote
- 2008: No Pens, No Pads
- 2008: The Guillotine: Off with His Head
- 2008: Play Time Is Over (Под руководством Demolition Men)
- 2008: Better Than Your Favorite Rapper (Под руководством DJ Rah2K)
- 2009: The Realest Shit I Never Wrote Part 2
- 2009: The Grind Is a Terrible Thing to Waste (Под руководством DJ Scream)
- 2009: I Am the Bridge (Под руководством DJ Racks)
- 2010: Prince of the Coast (Под руководством September 7)
- 2010: The Realest Shit I Never Wrote Part 3 (Под руководством DJ Ill Will и DJ Rockstar)
- 2011: I Found My Backpack (Под руководством DJ Rah2K и The Empire)
- 2011: The Grind Is a Terrible Thing to Waste Part 2 (Под руководством DJ Scream)
- 2011: The Realest Shit I Never Wrote Part 4
- 2011: I Found My Backpack 2
- 2012: The Realest Shit I Never Wrote Part 5
- 2012: Beast Mode (Под руководством By DJ Skee)
- 2012: The Realest Shit I Never Wrote Part 6
- 2013: I Found My Backpack 3
- 2013: Hella Ratchet
- 2014: Stan Pablo — Welcome 2 da Dope Era (Под руководством DJ Scream и DJ Holiday)
- 2014: Love, Lies & Alibies
- 2015: STFK
- 2016: STFK 2
- 2017: Stan Pablo — 4506
- 2018: STFK 3
- 2019: Hella Ratchet 2